# 引地良一
引地 良一（ひきち りょういち、1942年（昭和17年）8月10日 ）は、日本の実業家。「ナボナ」などで有名な菓子店亀屋万年堂の会長。

## 人物
亀屋万年堂創業者・引地末治(1909〜1990)の長男。2002年から会長を務めた。
1995年に亀屋万年堂の副社長に就任し、2002年に社長、2011年からは会長を務めている元巨人の国松彰は姉の夫である。